# Francisco Cerro Chaves
Francisco Cerro Chaves (Malpartida de Cáceres, Extremadura, 18 de outubro de 1957) é um prelado, teólogo e filósofo espanhol. É o atual arcebispo de Toledo e primaz da Espanha, a partir do 27 de dezembro de 2019, e membro da Conferência Episcopal Espanhola desde 2008.

## Biografia
Nascido em Malpartida de Cáceres em 1957. Ele completou seus estudos de ensino médio e Filosofia no Seminário da cidade de Cáceres e no Seminário de Toledo, sendo ordenado sacerdote em 12 de julho de 1981 na Catedral de Toledo.

### Presbitério
Em seguida, ele se mudou para a Itália, onde se formou e recebeu um doutorado em Teologia Espiritual pela Pontifícia Universidade Gregoriana da cidade de Roma em 1997, depois retornou à Espanha e recebeu um doutorado em Teologia da vida consagrado pela Universidade Pontifícia de Salamanca.
Como sacerdote, desempenhou diferentes funções, incluindo a do vigário paroquial de San Nicolás, conselheiro do Ministério da Juventude, colaborador da paróquia de Santa Teresa e diretor da casa diocesana de exercícios espirituais em Toledo.
Ele é um dos membros fundadores da Fraternidade Sacerdotal do Coração de Cristo.
Desde 1989, ele trabalhou em Valladolid como capelão do Santuário Nacional da Grande Promessa e como diretor do Centro de Formação e Espiritualidade do Sagrado Coração de Jesus. Foi também diretor diocesano do Apostolado da Oração, membro do Conselho Presbiteriano Diocesano, delegado diocesano do Ministério da Juventude e também professor de teologia espiritual no Estudo Teológico Agostiniano de Valladolid.

### Episcopa
A 21 de junho de 2007, o Papa Bento XVI o nomeou bispo da Diocese de Coria-Cáceres, recebendo o sacramento da ordem em 2 de setembro do mesmo ano, em mãos do então núncio apostólico na Espanha Manuel Monteiro de Castro, e tendo como co-consagrantes na cerimônia de inauguração ao arcebispo de Mérida-Badajoz Santiago García Aracil e depois arcebispo da Valladolid Braulio Rodríguez Plaza, sucedendo ao Ciriaco Benavente Mateos.
Na Conferência Episcopal Espanhola (CEE), desde 2005, ele era membro da Comissão Episcopal Apostolada Secular, até que em 2008 se tornou parte da Comissão para a Vida Consagrada.
A 27 de dezembro de 2019, o Papa Francisco nomeou-o Arcebispo de Toledo, primaz da Espanha, servindo como administrador apostólico da sede de Coria-Cáceres a partir deste dia até a sua inauguração.